# دفيد بوارد
دفيد بوارد (12 مارس 1977 بكامبار في فرنسا - ) (بالفرنسية: David Bouard)‏ هو لاعب كرة قدم فرنسي في مركز الوسط. شارك مع منتخب بريتاني لكرة القدم. أما مع النوادي، فقد لعب مع نادي بريست ونادي فان ونادي كاين ونادي لوريان ونادي نيور.

## روابط خارجية
- دفيد بوارد على موقع قاعدة بيانات كرة القدم.إي يو (الإنجليزية)
- دفيد بوارد على موقع ليكيب (الفرنسية)